# Soldier of Love
Soldier of Love – szósty studyjny album brytyjskiej grupy muzycznej Sade. Płyta jest pierwszym wydawnictwem zawierającym nowe utwory od czasu wydania w 2000 r. płyty Lovers Rock. Premiera płyty odbyła się 8 lutego 2010 r.
Pierwszy singel pt. „Soldier of Love” dostępny był od 8 grudnia 2009 r. na oficjalnej stronie internetowej zespołu.
30 marca 2011 roku płyta uzyskała w Polsce status diamentowej.

## Lista utworów
| #  | Tytuł                  | Muzyka                                      | Słowa | Czas |
| -- | ---------------------- | ------------------------------------------- | ----- | ---- |
| 1  | "The Moon and the Sky" | Sade Adu, Andrew Hale, Stuart Matthewman    | Adu   | 4:28 |
| 2  | "Soldier of Love"      | Adu, Hale, Matthewman, Paul S. Denman       | Adu   | 5:59 |
| 3  | "Morning Bird"         | Adu, Hale, Matthewman                       | Adu   | 3:55 |
| 4  | "Babyfather"           | Adu, Matthewman, Juan Janes, Andrew Nichols | Adu   | 4:40 |
| 5  | "Long Hard Road"       | Adu, Janes, Nicholls                        | Adu   | 3:03 |
| 6  | "Be That Easy"         | Adu, Matthewman                             | Adu   | 3:41 |
| 7  | "Bring Me Home"        | Adu, Hale, Matthewman                       | Adu   | 4:09 |
| 8  | "In Another Time"      | Adu, Hale, Matthewman                       | Adu   | 5:06 |
| 9  | "Skin"                 | Adu, Hale, Matthewman, Denman               | Adu   | 4:13 |
| 10 | "The Safest Place"     | Adu, Hale                                   | Adu   | 2:46 |

## Pozycje na listach
| Lista             | Kraj              | Pozycja | Status             |
| ----------------- | ----------------- | ------- | ------------------ |
| OLiS              | Polska            | 1       | diamentowa płyta   |
| Sverigetopplistan | Szwecja           | 1       | złota płyta        |
| Billboard 200     | Stany Zjednoczone | 1       | platynowa płyta    |
| Top 40            | Węgry             | 1       | 2x platynowa płyta |